# Сапрыкин, Юрий Михайлович
Ю́рий Миха́йлович Сапры́кин (30 марта 1913, Екатеринодар — 8 марта 1998, Москва) — советский и российский историк-медиевист, доктор исторических наук (1963), профессор (1965) кафедры истории Средних веков Московского государственного университета им. М. В. Ломоносова, исследователь английской колонизации Ирландии и аграрного развития последней.

## Биография
Родился в Екатеринодаре. После школы работал в Ставропольском крае. В 1939 году окончил исторический факультет МГУ им. М. В. Ломоносова. Участвовал в Великой Отечественной войне, демобилизовался в ноябре 1945 года в звании лейтенанта.
С 1949 года работал в МГУ. В 1949 году защитил кандидатскую диссертацию «Происхождение политических взглядов Джемса Гаррингтона (1611—1677). Из истории борьбы классов вокруг вопросов о собственности и власти в Англии в конце 40-х и в 50-х гг. ХVII в.». В 1965—1993 годах был профессором кафедры истории Средних веков, в 1949—1952 — заместителем декана исторического факультета. В 1953—1955 годах — заместитель проректора по научной и учебной работе гуманитарных факультетов.
Был одним из инициаторов создания факультета журналистики МГУ, в 1953 году был и. о. декана факультета журналистики.
С 1959 года — секретарь партийного комитета МГУ.
В 1963 году защитил докторскую диссертацию «Аграрная история Ирландии в период английского завоевания (XII—XVII вв.)».
Сын Сергей (род. 1951) — историк-антиковед.

## Научная деятельность
Основная сфера научных интересов — история Англии и Ирландии в XVI в.; английская политическая мысль в XIV—XVI вв., аграрная история Ирландии.
В работе «Английская колонизация Ирландии в XVI — начале XVII вв.» (1958) автор рассматривает земельные отношения в Ирландии в связи с отменой ирландской клановой системы, колонизация англичанами ирландских графств Лейкс, Оффали, Манстер, Уэксфорд, Лонгфорд, Лейтрим, Ольстер, аграрная и социальная политика Англии в ирландских землях, борьба ирландцев с колонизаторами.
Проблемы колонизации Ирландии анализируются и в монографиях «Ирландское восстание XVII века» (1967) и «Английское завоевание Ирландии. XII—XVII вв.» (1982), где в центре внимания исследователя национально-освободительная борьба ирландцев, восстание 1688—1691 годов, Лимерикский договор 1691 года и завершение завоевания Ирландии.
Вопросы аграрной истории и крестьянские движения Ирландии и Англии Ю. М. Сапрыкин освещает в работах «Народные движения в Англии и Ирландии в XVI веке» (1963) и «Народные движения в Англии во второй половине XVI — начале XVII в.» (1981), где описывает начало аграрного переворота в Англии, положение старого и нового дворянства, положение английского крестьянства в XVI веке. и реакцию крестьянства на происходящие перемены в Англии в XVI веке., массовое обезземеливание ирландцев и национально-освободительная борьба в Ирландии в XVI веке.
В монографиях «Социально-политические взгляды английского крестьянства в XIV—XVII вв.» (1972), «Политическое учение Гаррингтона» (1975) и «От Чосера до Шекспира: этические и политические идеи в Англии» (1985) исследуются идейные течения в ходе английской революции 1640 г., в том числе идеология нового дворянства, а также эволюция политической мысли от классического средневековья до начала XVII века.

## Основные работы
- Английская колонизация Ирландии в XVI — начале XVII вв. М.: Изд-во Моск. ун-та, 1958 [переплет 1959]. 234 с.
- Крестьянские движения в Западной Европе в XIV—XVI вв.: Учеб. пособие. М.: Изд-во Моск. ун-та, 1960. 100 с.
- Народные движения в Англии и Ирландии в XVI веке: Лекции. М.: Изд-во Моск. ун-та, 1963. 99 с.
- Ирландское восстание XVII века. М.: Изд-во Моск. ун-та, 1967. 267 с.
- Основные проблемы истории феодального общества в трудах В. И. Ленина: Учеб.-метод. пособие для студентов ист. фак. гос. ун-тов. М.: Изд-во МГУ, 1970. 120 с.
- История средних веков: Учеб.-метод. пособие / Под ред. акад. С. Д. Сказкина. М.: [б. и.], 1971. 102 с.
- Социально-политические взгляды английского крестьянства в XIV—XVII вв. М.: Изд-во Моск. ун-та, 1972. 322 с/
- Методология и методика исследования политических учений: (Сред. века. Начало нового времени): Учеб.-метод. Пособие. М.: Изд-во Моск. ун-та, 1973. 131 с.
- Политическое учение Гаррингтона: Из истории идейно-полит. борьбы в годы англ. буржуазной революции XVII в. М.: Изд-во Моск. ун-та, 1975. 204 с.
- Народные движения в Англии во второй половине XVI — начале XVII в.: Учеб.-метод. пособие. М.: Изд-во МГУ, 1981. 122 с.
- Английское завоевание Ирландии. XII—XVII вв. М.: Высш. школа, 1982. 177 с.
- Англия в эпоху абсолютизма: (Ст. и источники) / Под ред. Ю. М. Сапрыкина. М.: Изд-во МГУ, 1984. 199 с.
- От Чосера до Шекспира: этические и политические идеи в Англии. М.: Изд-во МГУ, 1985. 192 с.
- Английская реформация: (Документы и материалы) / Под ред. Ю. М. Сапрыкина. М.: Изд-во МГУ, 1990. 104,[1] с.[4]

## Награды и премии
Медаль «За победу над Германией в Великой Отечественной войне 1941—1945 гг.» (1945).
Премия им. М. В. Ломоносова (1983) за цикл работ по истории Англии и Ирландии в XVI—XVII вв.
Отличник высшей школы (1983).